# سارة فريدلاند
سارة فريدلاند (مواليد ١٩٩٢) مخرجة أفلام أمريكية. عُرض فيلمها الروائي الطويل الأول "لمسة مألوفة" (Familiar Touch) سنة ٢٠٢٤ لأول مرة في مهرجان البندقية السينمائي الدولي الحادي والثمانين، حيث فازت بجائزة أفضل مخرجة، وجائزة أسد المستقبل (Luigi de Laurentis) لأفضل فيلم روائي أول.

## الحياة المبكرة
ولدت فريدلاند في كاليفورنيا لعائلة يهودية أشكنازية، حيث كان والداها ينتميان إلى "هويات طبقية مختلطة وتفسيرات متباينة للهوية اليهودية". تصف خلفيتها بأنها "شقيقة توأم تأتي من معلمين يهود كاليفورنيين يساريين سابقين تحولوا إلى برجوازيين".

## المسار المهني
درست فريدلاند الثقافة الحديثة والإعلام في جامعة براون، مع تخصص فرعي في الرقص. تخرجت عام ٢٠١٤. تصف نفسها بأنها "تعمل في تقاطع الصور المتحركة والأجساد المتحركة".
في عام ٢٠١٤، صممت عرض رقص حي بعنوان "بعد المجمع"، وبعد ذلك واصلت دمج الرقص الحي والتجريبي في أفلامها. بين عامي ٢٠١٧ و٢٠٢٢، أنتجت ثلاثية من ثلاثة أفلام قصيرة تستكشف الحركة في سياقات مختلفة، وخاصةً كيف يمكن أن تتحول إلى رقص، وكيف تُرمّز بمعاني اجتماعية وسياسية. يتتبع الفيلم القصير الأول، "تمارين منزلية"، كبار السن في حياتهم اليومية؛ بينما يستكشف الفيلم الثاني، "تدريبات"، تمارين الاستعداد للمدرسة ومكان العمل، مثل بروفات إطلاق النار النشط؛ ويستكشف الجزء الأخير، "تمارين الثقة"، كيفية ارتباط تمارين بناء الفريق في الشركات بنظرية الألعاب.
في عام ٢٠٢٣، ظهرت كواحدة من "٢٥ وجهًا جديدًا للسينما المستقلة" في مجلة صانع الأفلام.[٥] عُرض فيلمها الروائي الطويل "لمسة مألوفة" (2024) لأول مرة عالميًا في الدورة الحادية والثمانين من مهرجان البندقية السينمائي الدولي في 3 سبتمبر 2024، ضمن قسم "آفاق" (Orizzonti)، حيث فازت فريدلاند بجائزة لويجي دي لورينتيس لأفضل فيلم أول، إلى جانب جائزة أفضل مخرج. وفازت بطلة الفيلم كاثلين تشالفانت بجائزة أفضل ممثلة. في خطاب قبولها للجائزة الأولى، أدلت فريدلاند بتصريح قالت فيه: "بصفتي فنانة أمريكية يهودية أعمل في مجال يعتمد على الزمن، لا بد لي من الإشارة إلى أنني أقبل هذه الجائزة في اليوم 336 من الإبادة الجماعية الإسرائيلية في غزة والعام 76 من الاحتلال. أعتقد أن من مسؤوليتنا كصانعي أفلام استخدام المنصات المؤسسية التي نعمل من خلالها على معالجة إفلات إسرائيل من العقاب على الساحة العالمية. أقف متضامنًا مع شعب فلسطين ونضاله من أجل التحرير."
يدور فيلم "لمسة مألوفة" حول امرأة ثمانينية تعاني من الخرف وتنتقل إلى دار رعاية. ولإنتاج الفيلم، نظمت فريدلاند ورشة عمل في دار رعاية في باسادينا، فيلا جاردنز. صنع النزلاء أفلامهم السيرة الذاتية الخاصة، وبعد أن انغمس الجميع في التجربة، انضموا إلى فريق عمل الفيلم. على الرغم من أن الفيلم يدور حول الخرف، إلا أن فريدلاند لم يقم بتصوير المقيمين في جناح رعاية الذاكرة في المجتمع، بسبب الاعتبارات الأخلاقية المتعلقة بقدرتهم على إعطاء الموافقة، لذلك تم لعب بعض الأدوار (بما في ذلك الدور الرئيسي) من قبل ممثلين محترفين.

## الجوائز
- رُشِّح فيلم "لمسة مألوفة" لجائزة آفاق البندقية لعام ٢٠٢٤.
- فاز فيلم "لمسة مألوفة" بجائزة لويجي دي لورينتيس لأفضل فيلم أول لعام ٢٠٢٤.
- فاز فيلم "لمسة مألوفة" بجائزة آفاق البندقية لأفضل مخرج لعام ٢٠٢٤.